# Anna Milerská
Anna Milerská (Třinec, 23 ottobre 2005) è una fondista ceca.

## Biografia
Anna Milerská, attiva dal gennaio del 2021, ha esordito ai Campionati mondiali a Trondheim 2025, dove si è classificata 51ª nella 10 km e 8ª nella staffetta, e in Coppa del Mondo il 15 marzo dello stesso anno a Oslo in una 30 km (42ª); non ha preso parte a rassegne olimpiche.

## Palmarès

### Coppa del Mondo
- Miglior piazzamento in classifica generale: 166ª nel 2025